# Notre-Dame de Saint-Paul-Trois-Châteaux

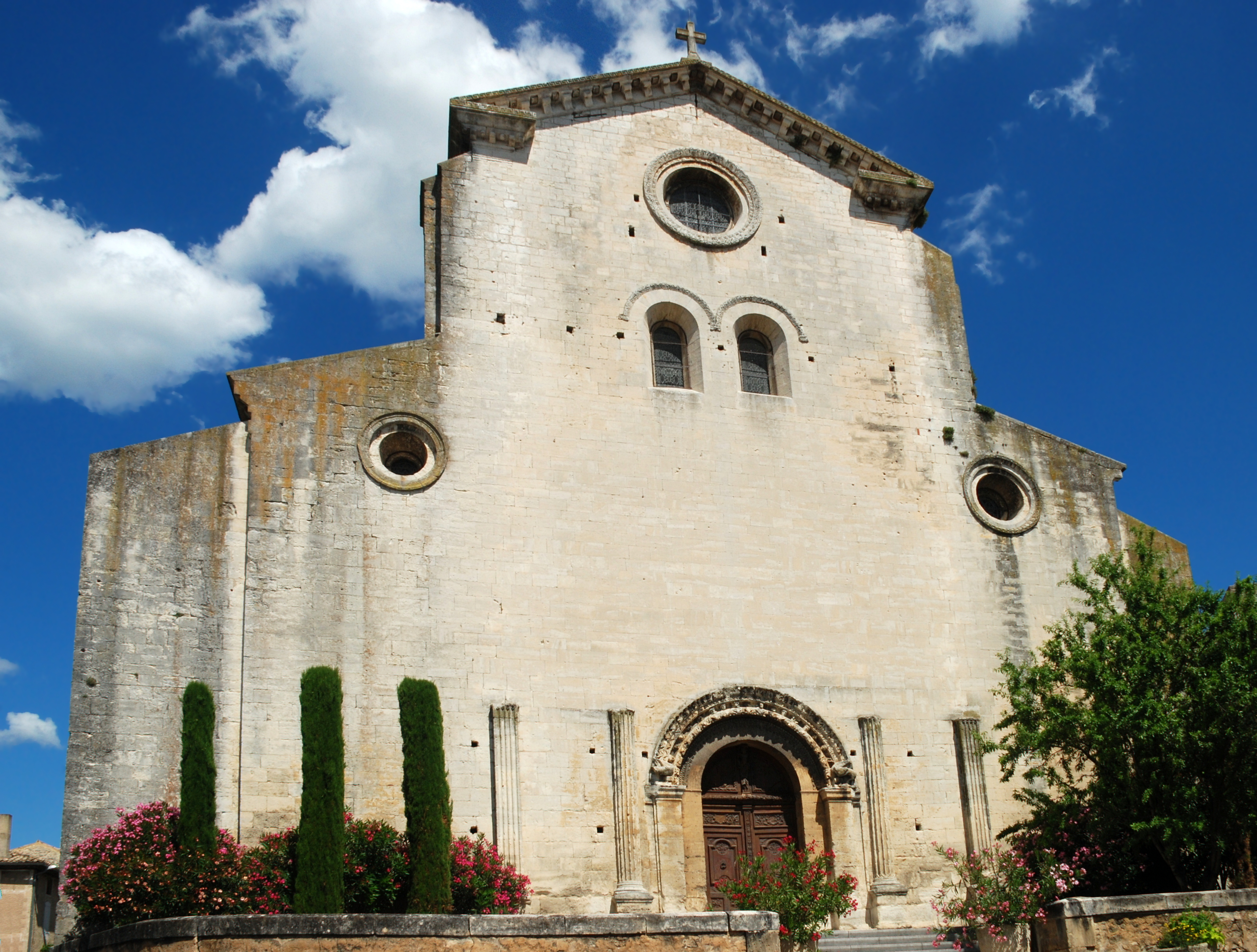
Westgevel van de romaanse kerk in Saint-Paul-Trois-Châteaux

De Notre-Dame de Saint-Paul-Trois-Châteaux is een voormalige kathedraal in de regio Auvergne-Rhône-Alpes. Het was de zetel van het voormalige bisdom Saint-Paul-Trois-Châteaux. De kerk werd in de 12e eeuw gebouwd en is een voorbeeld van romaanse architectuur in de Provence. De kerk is parochiekerk van de circa 9000 inwoners tellende plaats en is gewijd aan Maria, de moeder van Jezus.

## Geschiedenis
De plaatsnaam Saint-Paul herinnert aan een in Reims geboren heilige, die in 372 als opvolger van Torquatus bisschop in Tricastin werd en na zijn dood in het jaar 412 in de kathedraal werd bijgezet. Van deze eerste kathedraal is niets overgebleven. Ook van een in 852 genoemde kathedraal is na invasies door Germanen, Saracenen en Hongaren geen spoor bewaard gebleven.
Het begin van de bouw van de huidige kerk wordt gedateerd rond het jaar 1120. Eerst werden het koor en het transept gebouwd. In 1180 waren het schip, een groot deel van de decors met sculpturen, en de gewelven voltooid.
Tijdens de Hugenotenoorlog werd de kerk zwaar beschadigd. Als gevolg van het Concordaat van 1801 werd het bisdom Saint-Paul-Trois-Châteaux opgeheven en verdeeld over het aartsbisdom Avignon en het bisdom Valence. In 1840 werd de kerk als monument historique aangemerkt.

## Architectuur

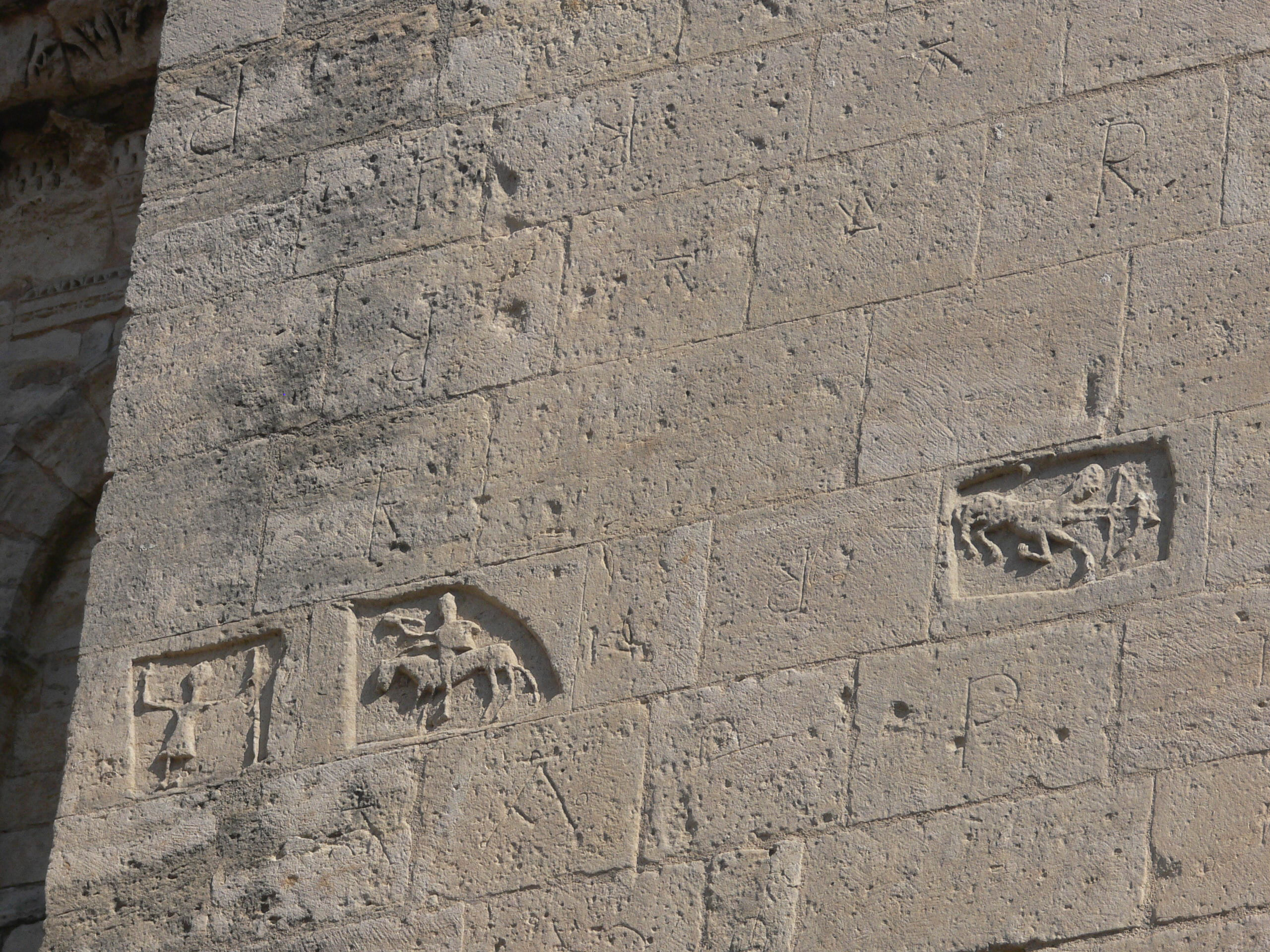
Buitenmuur met reliëfs

De kerk staat in het centrum van de plaats. De kerk is uit regelmatig uitgehouwen en zorgvuldig samengevoegde steenblokken opgebouwd, die talrijke steenhouwersmerktekens dragen. Enkele stenen zijn voorzien van reliëfs, die in elkaar gedraaide ringen, fabelwezens, ruiters met jachthoorn of groepen personen afbeelden.

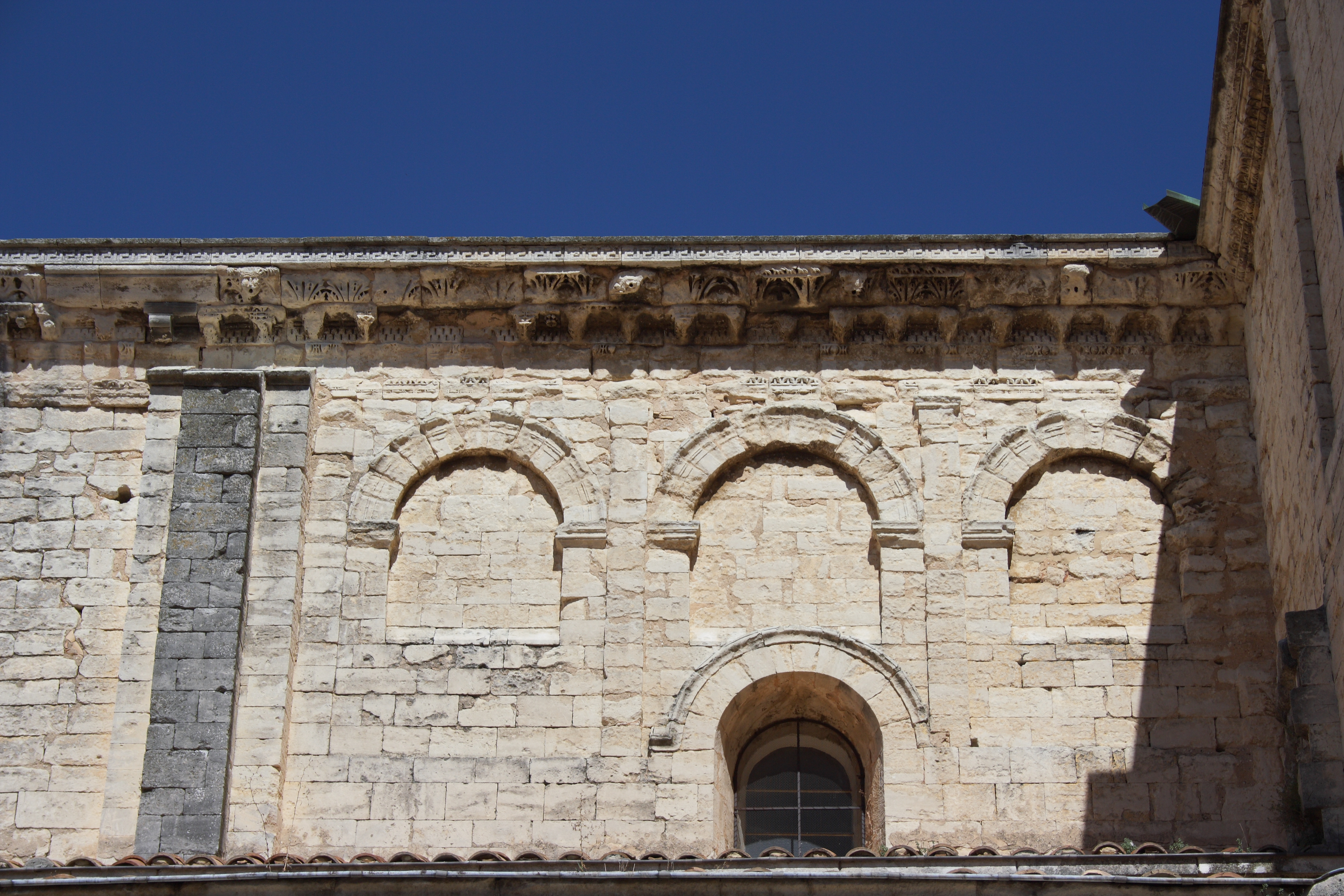
Zuidgevel met geprofileerde daklijst

De westgevel is voorzien van drie oeil de boeufs en twee rondboogvensters. Gegroefde pilasters en halve zuilen omgeven het portaal, waarvan de archivolten met cymatium, hoofden en acanthusbladeren zijn versierd. Het portaal van de zuidingang, met kruisribgewelf, stamt uit de 15e eeuw. Het timpaan met de voorstelling van Driekoningen werd tijdens de godsdienstoorlog verwoest.
Het koor toont als een apsis, de buitenmuren vormen een vijfhoek aan de oostzijde van de kerk. Het koor is versterkt met massieve pilasters met acanthuskapitelen. De beide halfronde straalkapellen links en rechts van het koor hebben geen versieringen en zijn slechts voorzien van een rondboogvenster. Het schip is uitgevoerd met twee zijbeuken, van het middenschip gescheiden door zware pilaren. Aan de buitenzijde is onder de dakaanzet een lijst van steenplaten met ornamenten aangebracht, die op gebeeldhouwde kraagstenen liggen.
Bij de zuidelijke transeptarm staat een klokkentoren uit de 17e eeuw.

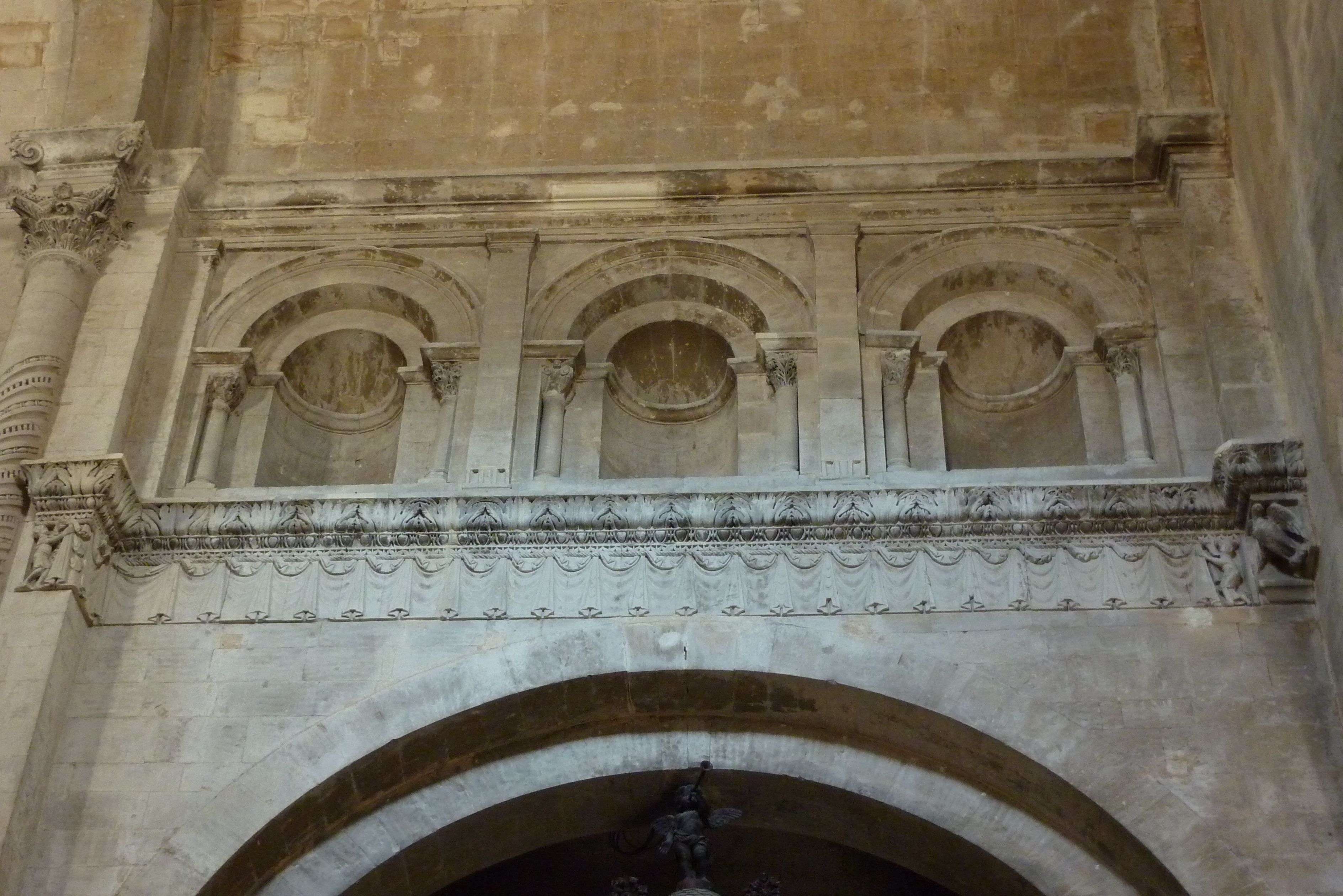
Blinde arcaden met nissen en kroonlijst

## Interieur
Het interieur is driebeukig en verdeeld in drie traveeën. Erboven een tongewelf met gordelbogen, de hoogte ervan is 24 meter. Het gewelf rust op pilasters en gegroefde halfzuilen met kapitelen, die weer door forse pijlers worden gedragen.
Het dwarsschip steekt duidelijk buiten de breedte van de kerk uit. Boven de  viering verheft zich een octogonale koepel op trompen. Deze werd tijdens de renovatie in de 19e eeuw gebouwd. De laatste travee van het schip is voorzien van drie blinde arcaden met nissen, omlijst door pilasters en kleine zuilen. Onder de arcaden verloopt een kroonlijst met een fries van acanthusbladeren en cymatium. Daaronder, uitgehouwen in steen, een gordijn dat aan touwen omhoog wordt getrokken door figuren aan de zijkanten.
De wand van de halfronde hoofdapsis is door blinde arcaden op smalle zuilen met arcanthuskapitelen in stukken verdeeld. Ze dienen als ondersteuning voor de vlakke ribgewelven,  die de halve koepel dragen.
Aan enkele pijlers werden wandschilderingen uit de gotische tijd weer aan het licht gebracht. In 1897 werd in het koor fragmenten van een mozaïek ontdekt die de stad Jeruzalem voorstellen. Dit mozaïek is waarschijnlijk uit de periode van de eerste twee kruistochten, ongeveer dertig jaar na de bouw van de kathedraal.

## Afbeeldingen

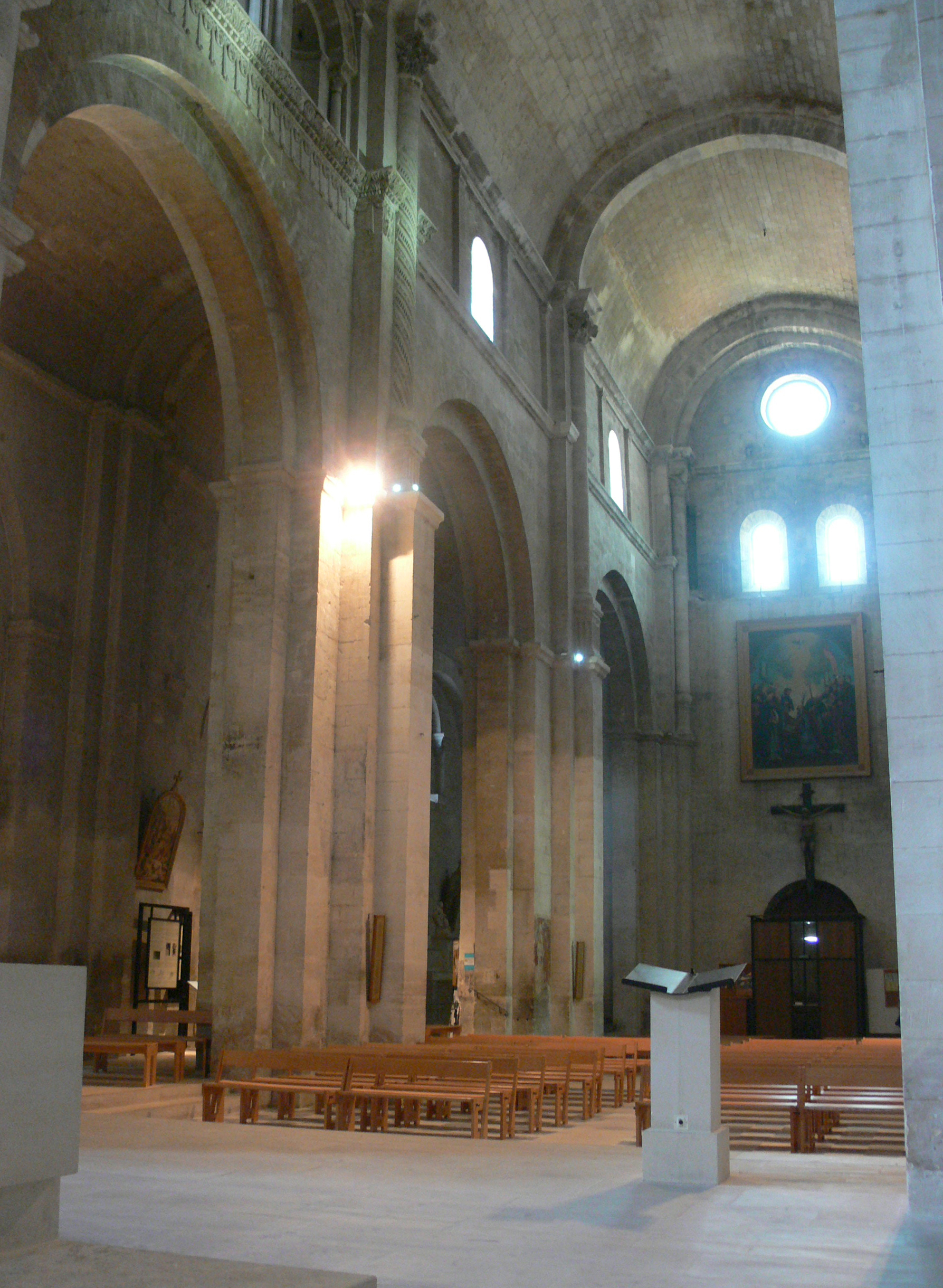
Middenschip met westgevel, vanuit koor
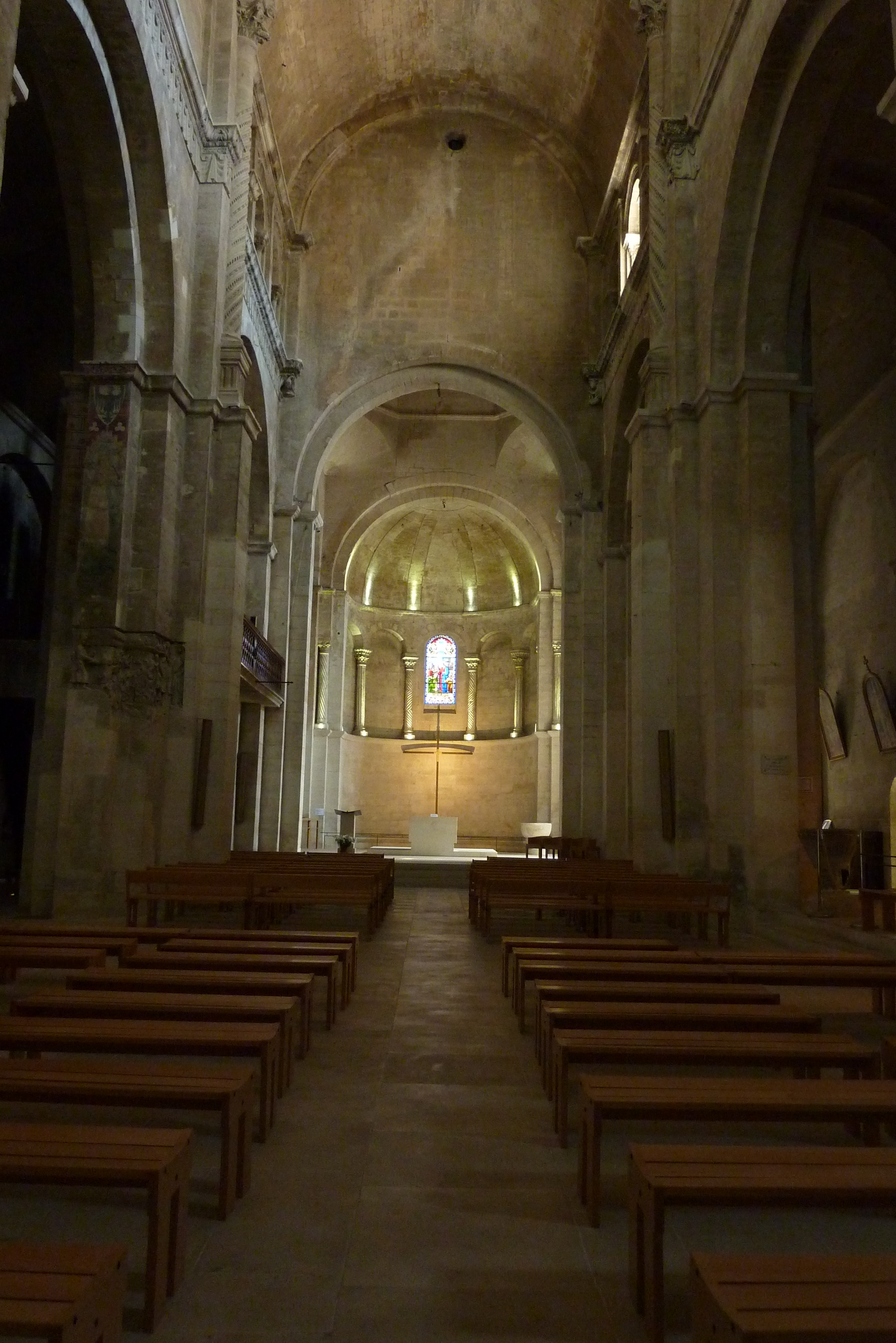
Zicht op het koor vanuit middenschip
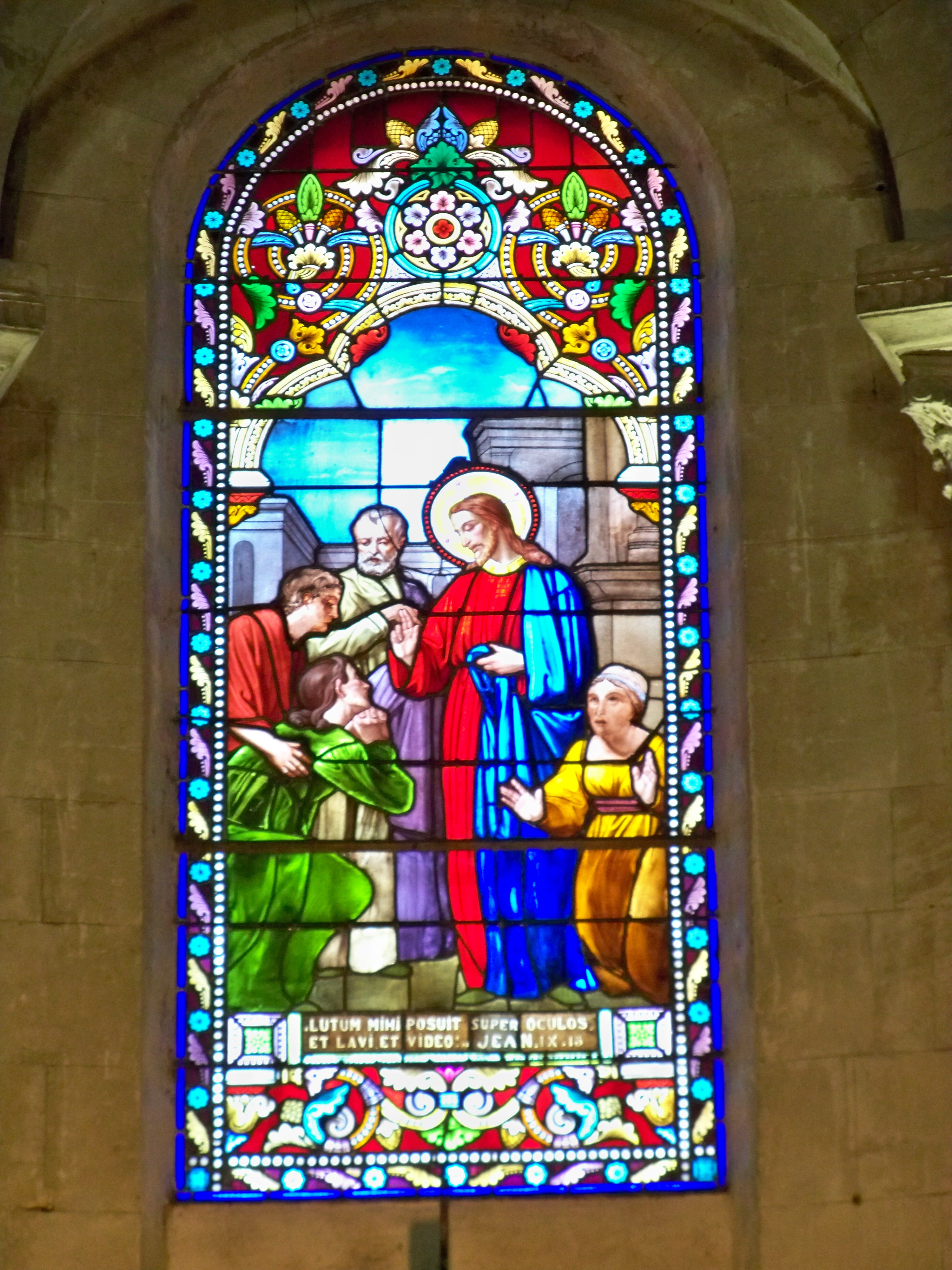
Glas in loodraam, Jezus geneest een blinde
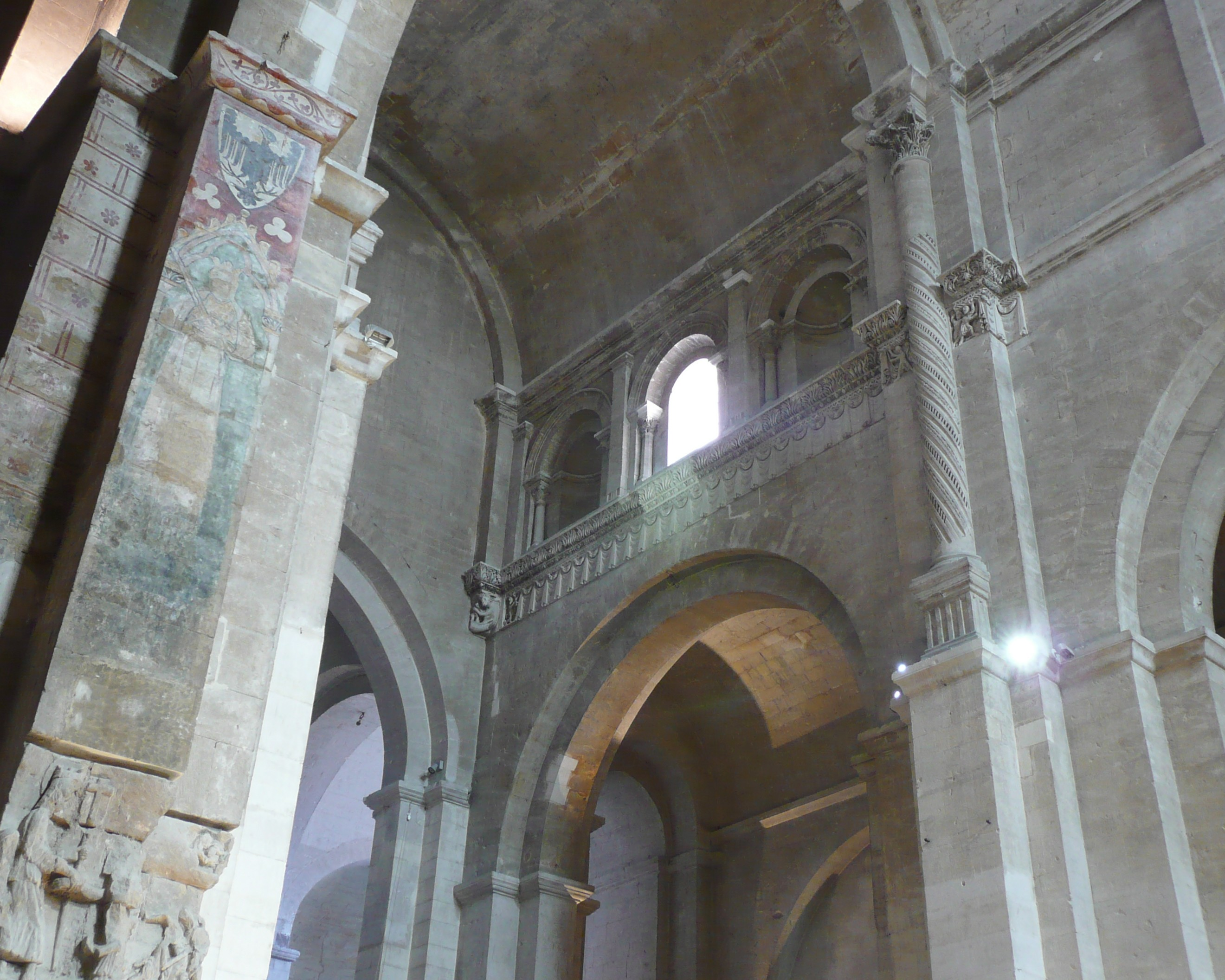
Pilaar met fresco
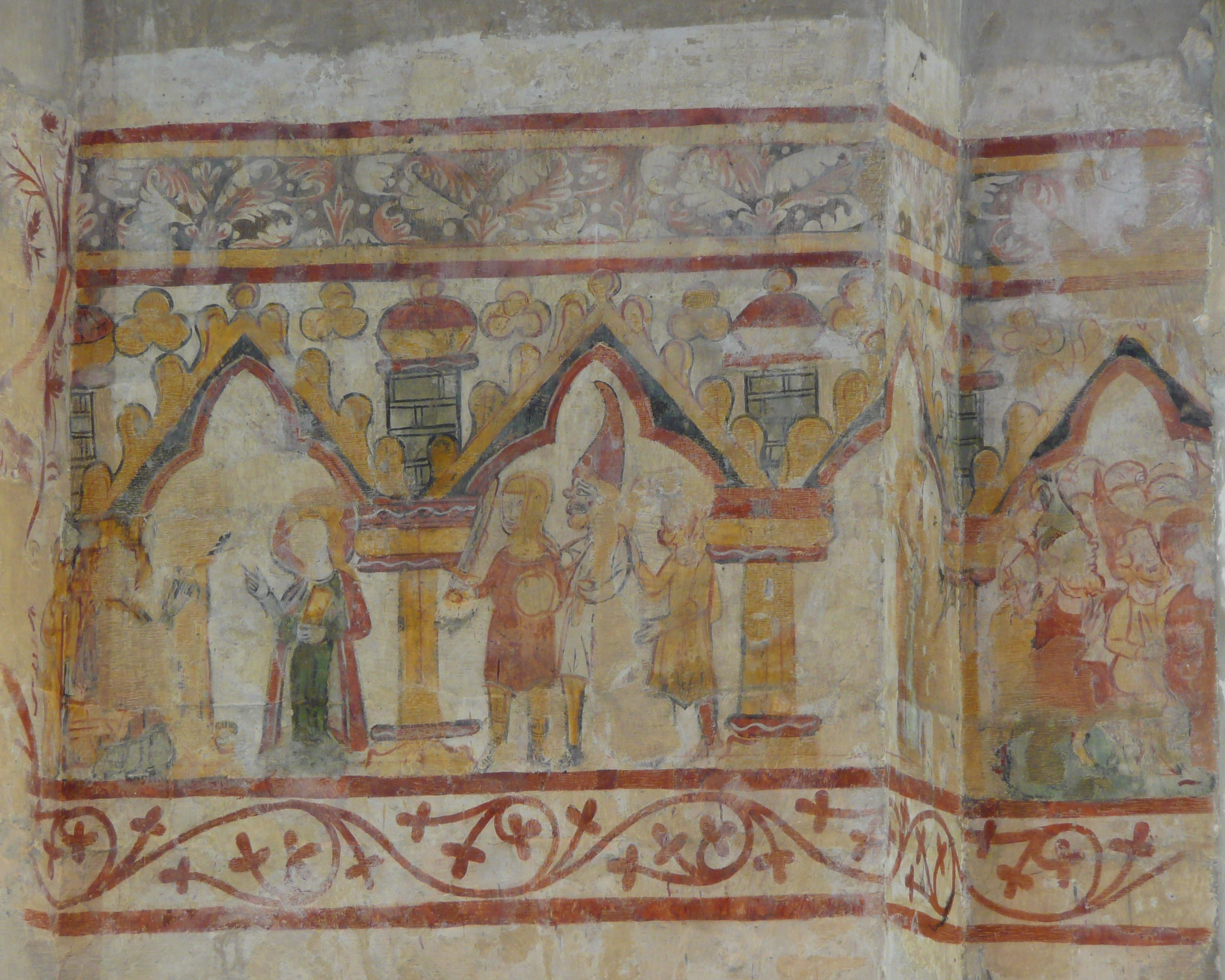
Fresco
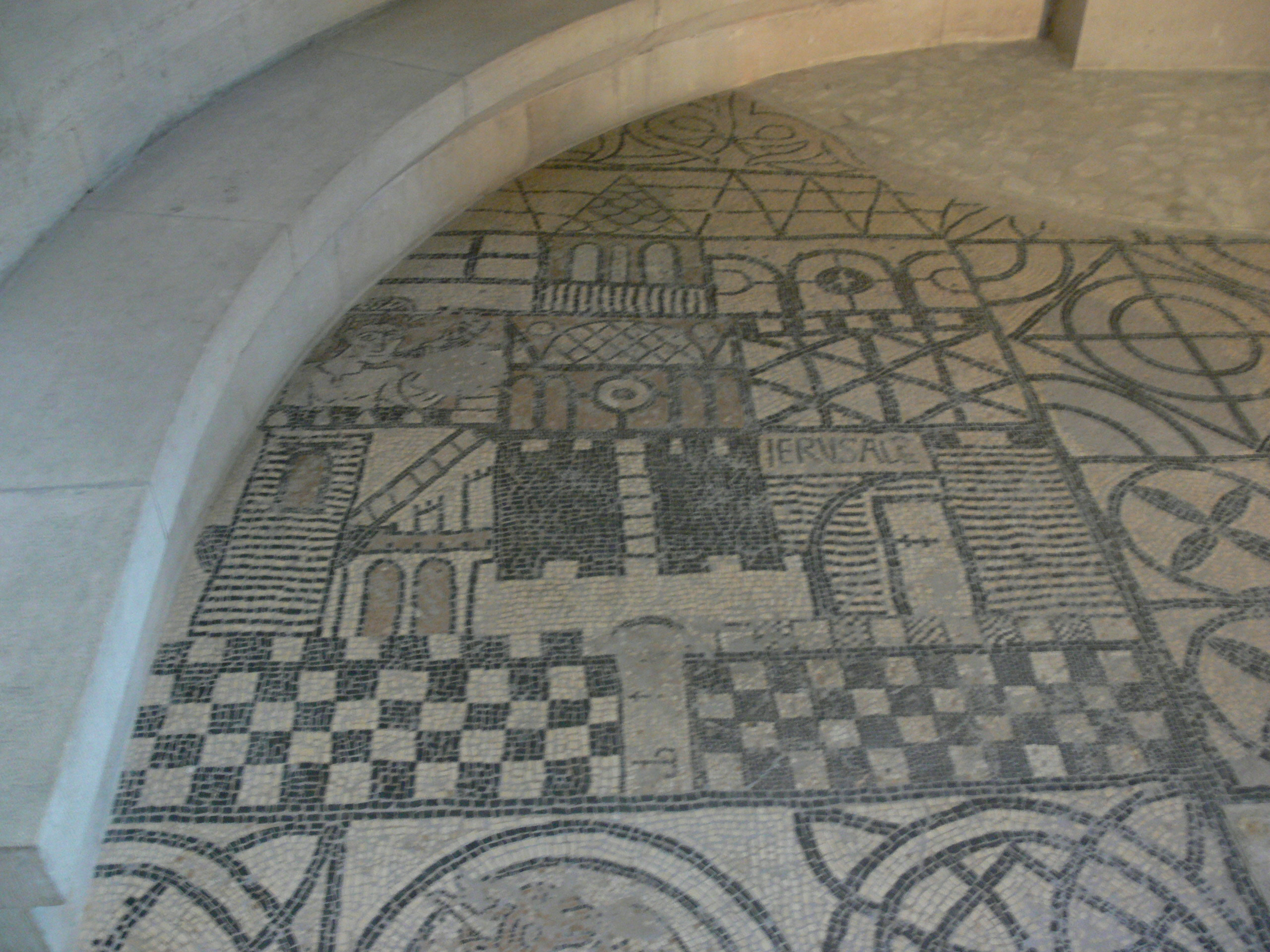
Mozaïek in het koor
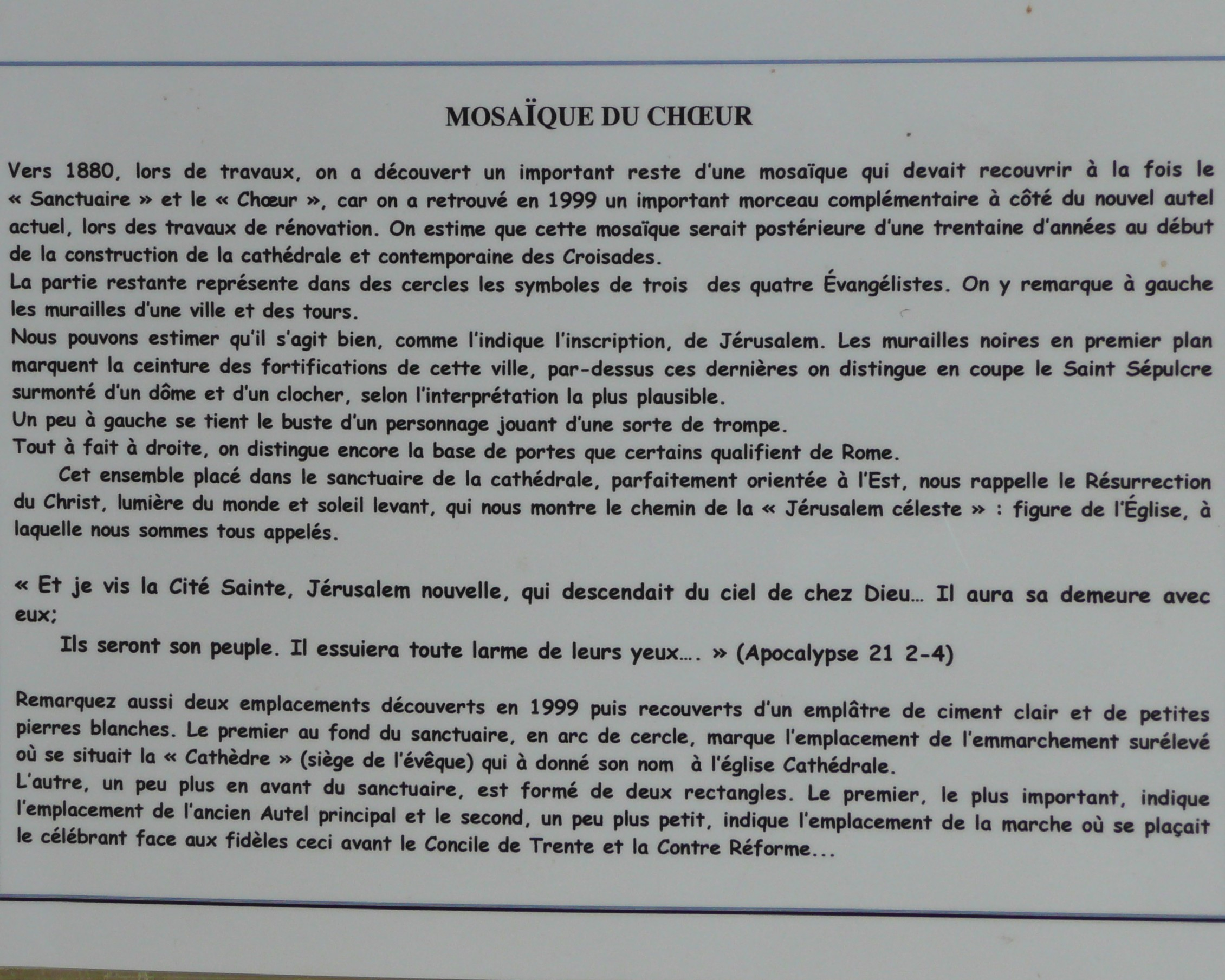
Beschrijving mozaïek
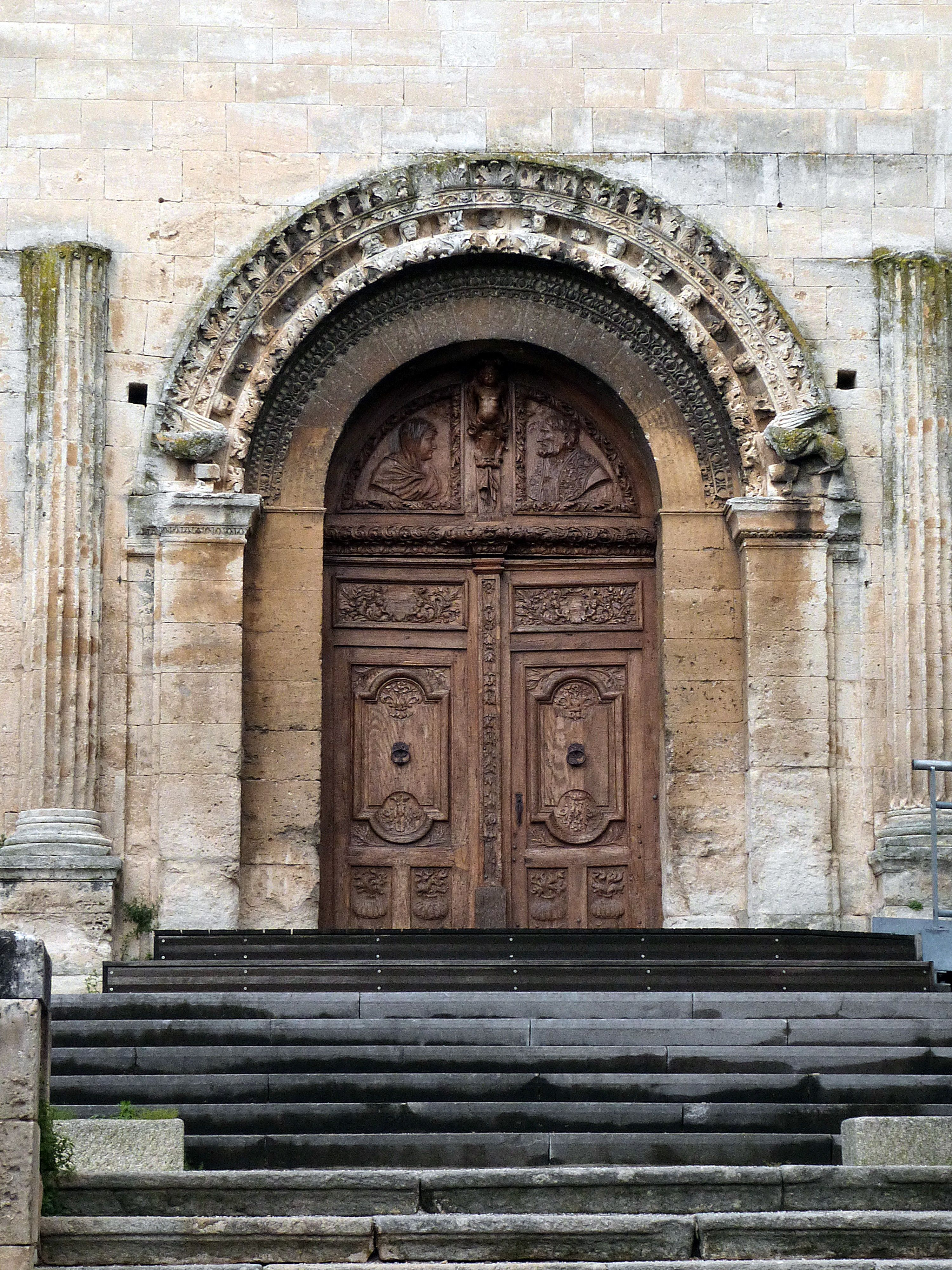
Westportaal
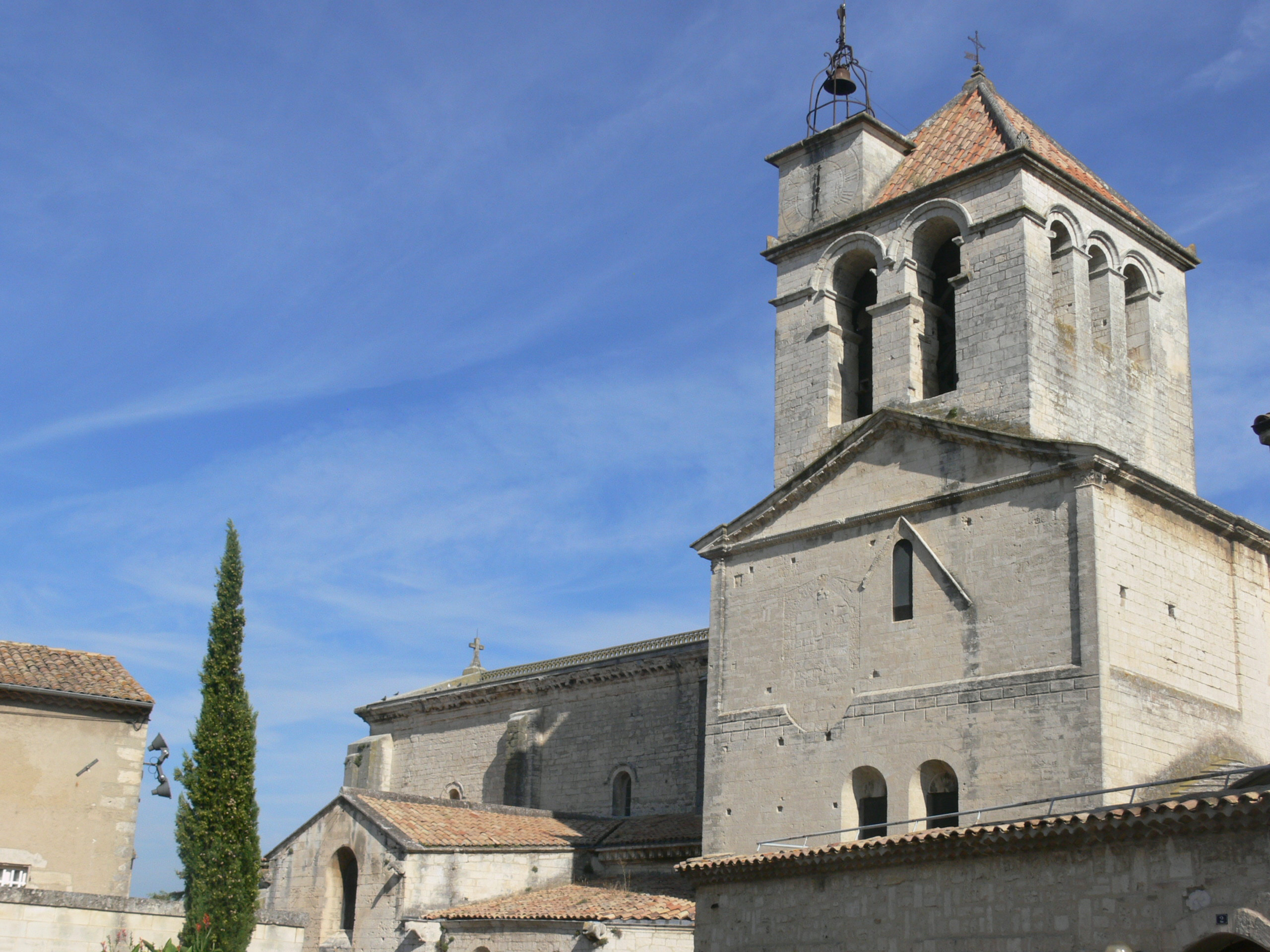
Zuidzijde met klokkentoren, gezien vanuit zuidoosten
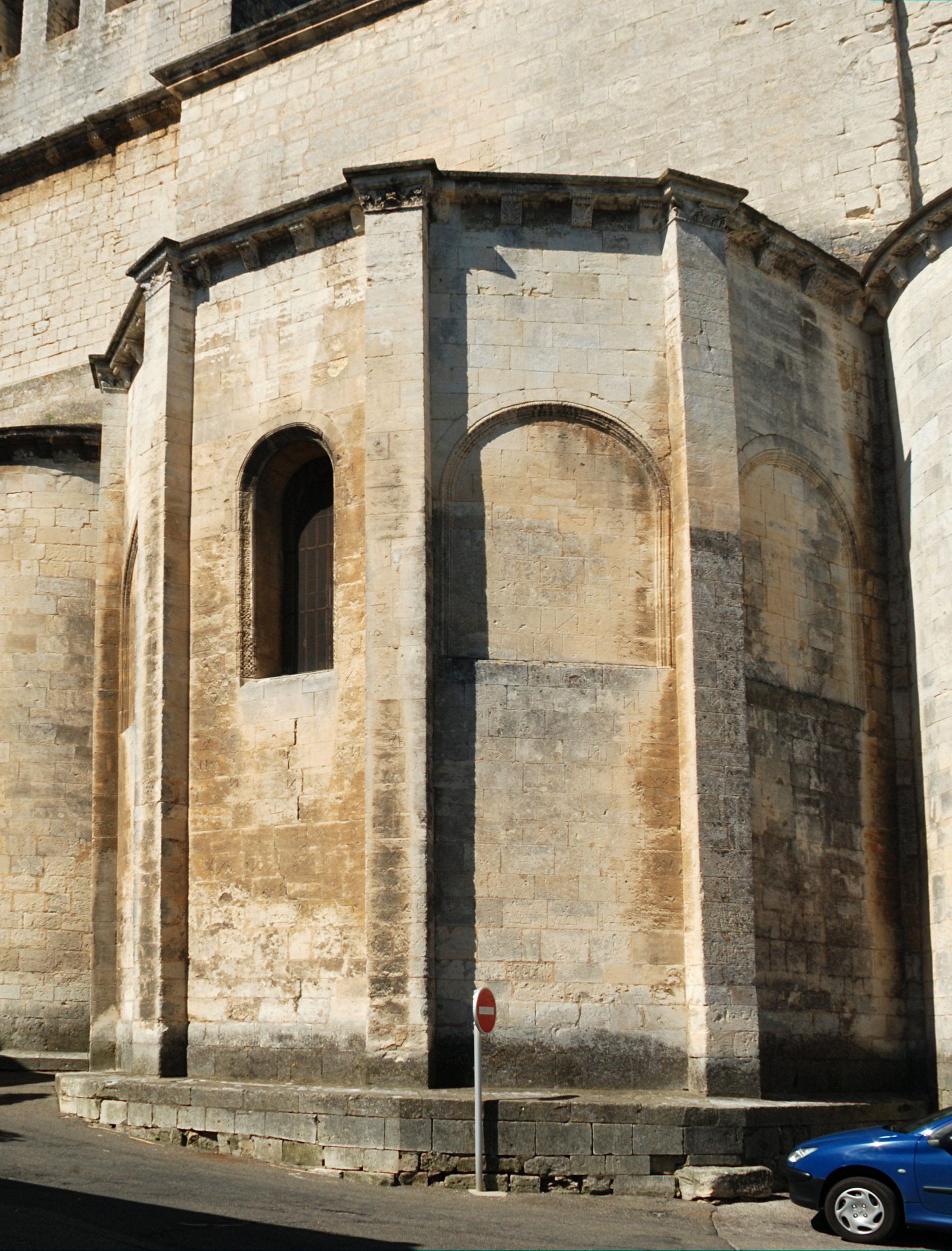
Koor met terzijde nog net zichtbaar de apsiden
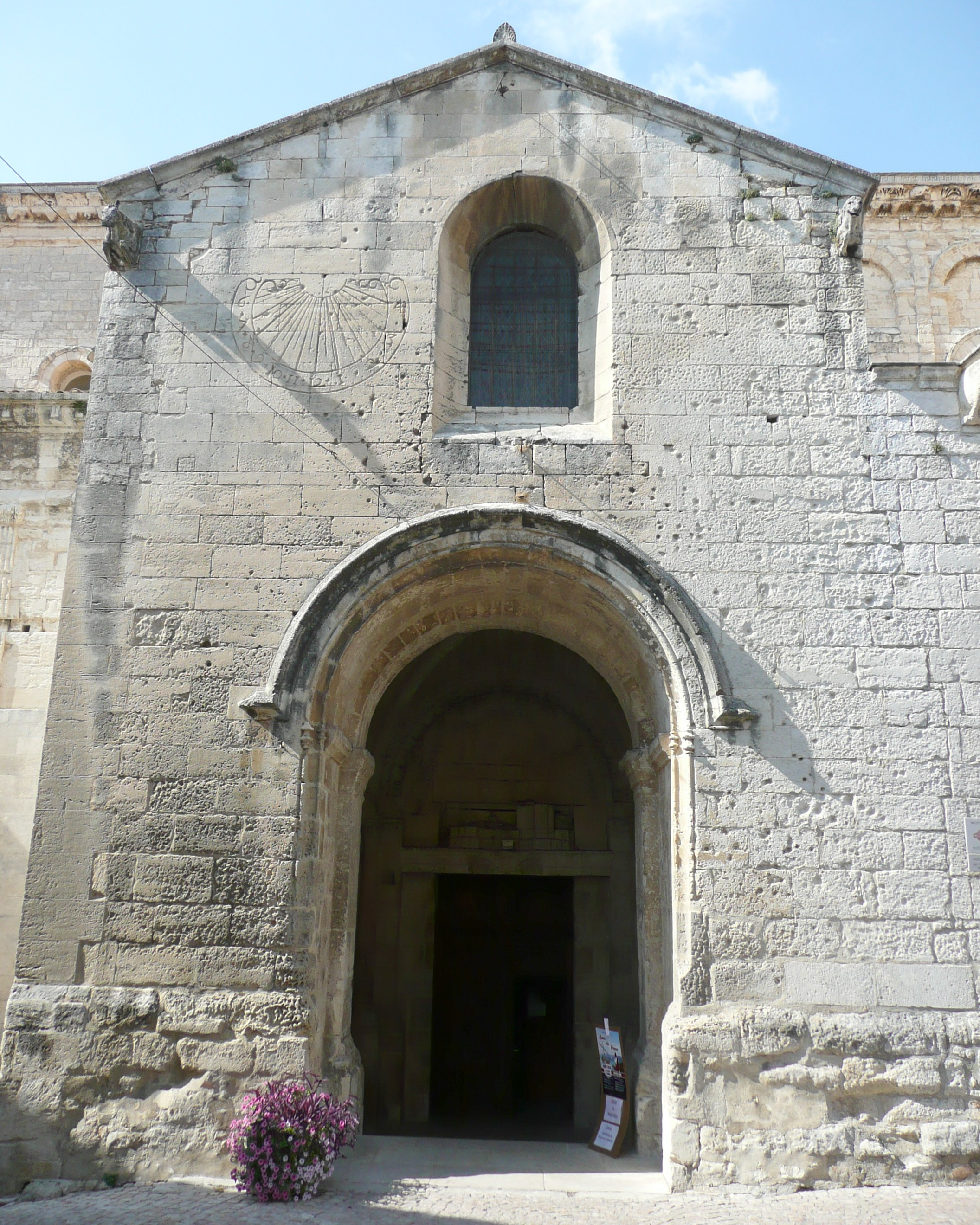
Ingang zuidelijke transeptarm